# Татарський Олександр Михайлович
Олекса́ндр Миха́йлович Тата́рський (* 11 грудня 1950, Київ, УРСР — †22 липня 2007, Москва, Росія) — радянський та український режисер-мультиплікатор, художник, продюсер, аніматор. Працював у жанрі пластилінової анімації.

## Біографія
Народився 11 грудня 1950 року в Києві в єврейській родині. Син сценариста М. С. Татарського. В анімації — з 1968 року, пройшов професійний шлях від заливщика до режисера. Працював фазувальником і аніматором в об'єднанні художньої мультиплікації на студії «Київнаукфільм». У 1974 році закінчив Київський інститут театру і кіно за спеціальністю кінодраматург-кінознавець-редактор, а також спеціалізовані трирічні курси художників-мультиплікаторів Держкіно УРСР. В 1980 році переїжджає в Москву для роботи кінорежисером в мультиплікаційній студії Т/О «Экран». У 1981 створив мультфільм «Пластилінова ворона». Як вільний слухач, два роки відвідує лекції Вищих курсів сценаристів і режисерів, у 1986–1988 роках працює там викладачем.
З 1988 року — засновник і художній керівник Московської студії «Пілот» (Школа нових екранних технологій). Студія «Пілот» стала першою незалежною кіностудією в пострадянській Росії. Автор-режисер багатьох рекламних роликів. З 1997 року — художній керівник щонедільної програми «Чердачок Фрутіс» (ОРТ). Найбільш відомі персонажі, створені Татарським — брати Колобки, котрих потім було перейменовано в братів Пілотів, які були не тільки героями мультфільмів, але й першими віртуальними ведучими.
В 1998 році отримав Державну премію РФ в галузі літератури і культури за цикл «Из личной жизни Братьев Пилотов» і телепрограму «Чердачок Братьев Пилотов». У 2000 — звання «Заслужений діяч мистецтв РФ». Більшість фільмів Татарського і студії «Пілот» — володарі фестивальних нагород. Заставка до програми «Спокойной ночи, малыши!» була внесена в книгу рекордів Гіннеса за найбільшу кількість виходів в ефір. Був президентом Відкритого російського фестивалю анімаційного кіно в Суздалі і керівником секції анімації при Союзі кінематографістів, в 2007 — член експертної ради кінопремії «Золотий Орел».

### Смерть
Татарський помер 22 липня 2007 на 57 році життя у сні від зупинки серця. На похорон на Міуському кладовищі прийшли сотні людей — відомі режисери, численні студенти покійного та працівники студії «Пілот»; під час обряду поховання тіла померлого звучала мелодія з мультфільму «Падав торішній сніг».

### Незавершені проєкти
Багато років Олександр Татарський виношував ідеї створення двох повнометражних мультфільмів: «Прибуття поїзда» — авторського проекту про пасажирів поїзда, який в алегоричній формі розповідав історію Радянського Союзу, та «Божевільне волосся» — комедійного детектива, сюжет якого розгортався в Лондоні часів Другої світової війни. Обидва проекти так і не були завершені через смерть режисера.

## Особисте життя
Олександр Татарський був одружений тричі. Інна (Акімова) — перша дружина Татарського. Від другої дружини, Катерини, у Татарського є син Ілля (нар. 1992), від третьої, Аліни, — син Михайло (нар. 2006).

## Фільмографія

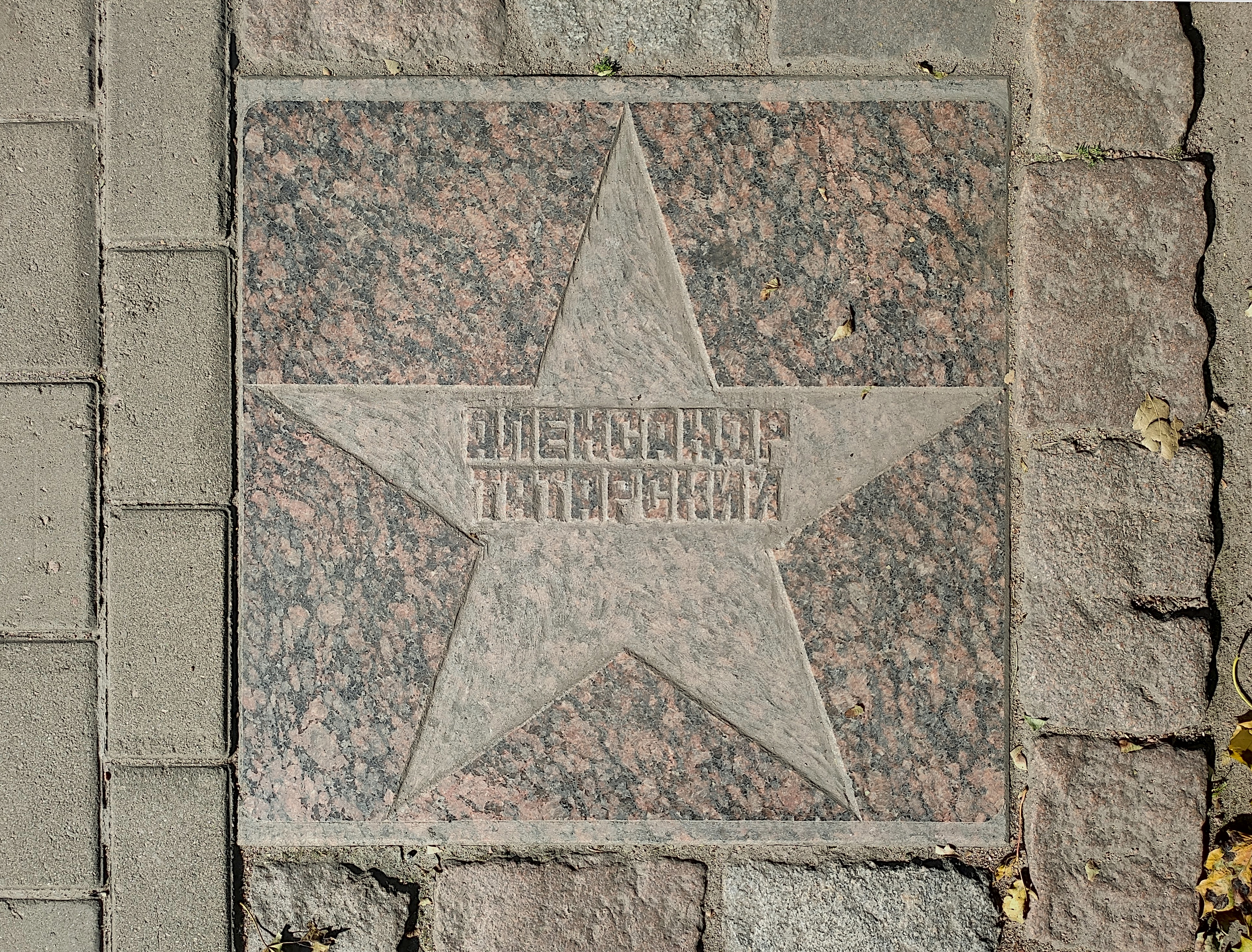
Зірка Олександра Татарського на Алеї акторської слави у Виборзі

| Рік       | Оригінальна назва                              | Назва                     | Примітка                                                                         |
| --------- | ---------------------------------------------- | ------------------------- | -------------------------------------------------------------------------------- |
| 1974      | «Кстати о птичках»                             |                           |                                                                                  |
| 1976      | «Как кормили медвежонка»                       |                           |                                                                                  |
| 1976      | «Музыкальные сказки»                           |                           |                                                                                  |
| 1977      | «Приключения кузнеца Вакулы»                   | «Пригоди коваля Вакули»   | художник-мультипликатор                                                          |
| 1978      | «Первая зима»                                  |                           | художник-мультипликатор                                                          |
| 1979      | «Золоторогий олень»                            | «Золоторогий олень»       |                                                                                  |
| 1979      | «Как несли стол»                               |                           |                                                                                  |
| 1979      | «Лень»                                         |                           |                                                                                  |
| 1979      | «Приключения капитана Врунгеля»                | Пригоди капітана Врунгеля |                                                                                  |
| 1981      | «Жили-были матрёшки»                           |                           |                                                                                  |
| 1981      | «Пластилиновая ворона»                         | Пластилінова ворона       |                                                                                  |
| 1981      | «Спокойной ночи, малыши!»                      | На добраніч, малюки!      |                                                                                  |
| 1982      | «Микрофильмы»                                  |                           |                                                                                  |
| 1982      | «Новогодняя песенка Деда Мороза»               |                           |                                                                                  |
| 1982      | «Берегите хлеб»                                |                           |                                                                                  |
| 1982      | «Возвращение со звёзд»                         |                           |                                                                                  |
| 1982      | «Происшествие в музее»                         |                           |                                                                                  |
| 1982      | «Телеглаз»                                     |                           | (заставка передачи)                                                              |
| 1983      | «Падал прошлогодний снег»                      | Падав торішній сніг       |                                                                                  |
| 1984      | «Обратная сторона Луны»                        |                           |                                                                                  |
| 1984      | «Будильник»                                    |                           | (заставка передачи)                                                              |
| 1984      | «Это совсем не про это»                        |                           | (художник-мультипликатор)                                                        |
| 1985      | «Знаки»                                        |                           |                                                                                  |
| 1985      | «Крылья, ноги и хвосты»                        | Крила, ноги і хвости      |                                                                                  |
| 1985      | «Ранняя бабочка»                               |                           |                                                                                  |
| 1985      | «Кубик. Кубик Рубик клоунада»                  |                           |                                                                                  |
| 1985      | «Полезные советы профессора Чайникова»         |                           | «Как побелить потолок» «Как не залить соседей» «Как обогреть палатку»            |
| 1985      | «Туда и обратно»                               |                           |                                                                                  |
| 1986-1987 | «Следствие ведут Колобки»                      | Слідство ведуть Колобки   |                                                                                  |
| 1989      | «Лифт 1»                                       | Ліфт                      |                                                                                  |
| 1989      | «Лифт 2»                                       | Ліфт                      |                                                                                  |
| 1991      | «Путч»                                         |                           |                                                                                  |
| 1992      | «Лифт 5»                                       |                           |                                                                                  |
| 1992      | «Сюда идёт кот!»                               |                           | (англ. Here Comes the Cat!), з Ігорем Ковальовим                                 |
| 1995-1996 | Из личной жизни братьев Пилотов (мультсериал)  |                           |                                                                                  |
| 1996      | «Братья Пилоты готовят на завтрак макарончики» |                           |                                                                                  |
| 1996      | «Я дам тебе знать»                             |                           | кліп музичного гурту "Машина времени"                                            |
| 1997—1999 | «Чердачок Фруттис»                             |                           | художній керівник                                                                |
| 1998      | «Автомобиль кота Леопольда»                    |                           | Автор сценарію                                                                   |
| 1999      | «Академия собственных Ашибок»                  |                           | художній керівник                                                                |
| 1999      | «Унесённые ветром»                             |                           |                                                                                  |
| 2000—2003 | Телепередача «Тушите свет»                     |                           | (студія «Пилот ТВ» по заказу НТВ (2000—2001), ТВ-6 (2001—2002), ТВС (2002—2003)) |
| 2001      | «Десять лет, которые потрясли нас»             |                           | художній керівник                                                                |
| 2002      | «Красные ворота Расёмон»                       |                           |                                                                                  |
| 2003      | «Красная стрела»                               |                           |                                                                                  |
| 2004—2007 | «Гора самоцветов»                              |                           |                                                                                  |
| 2004      | «Как пан конём был»                            |                           |                                                                                  |
| 2004      | «Лиса-сирота»                                  |                           |                                                                                  |
| 2004      | «Толкование сновидений»                        |                           |                                                                                  |
| 2005      | «Ворон-обманщик»                               |                           |                                                                                  |
| 2005      | «Большой петух»                                |                           |                                                                                  |
| 2005      | «Злыдни»                                       |                           |                                                                                  |
| 2005      | «Лис и дрозд»                                  |                           |                                                                                  |
| 2006      | «Соловей»                                      |                           |                                                                                  |
| 2006      | «Мальчик с пальчик»                            |                           |                                                                                  |
| 2007      | «Заяц-слуга»                                   |                           |                                                                                  |
| 2008      | «Как помирились Солнце и Луна»                 |                           |                                                                                  |
| 2008      | «Майма-долгожданный»                           |                           |                                                                                  |
| 2006      | «Моя хата з краю»                              |                           | консультант                                                                      |
| 2006—2007 | «Мульти-Россия»                                | Мульти-Росія              |                                                                                  |
| 2010      | «Фиксики»                                      | Фіксики                   | ідея мультсеріалу, реалізована після смерті автора                               |